# Piper hondonadense
Piper hondonadense är en pepparväxtart som beskrevs av Trel. & Yunck.. Piper hondonadense ingår i släktet Piper och familjen pepparväxter. Inga underarter finns listade i Catalogue of Life.